# Chris John
Pour l'homme politique américain, voir Chris John (homme politique).
Chris John est un boxeur indonésien né le 14 septembre 1979 à Jakarta.

## Carrière
Passé professionnel en 1998, il devient champion du monde des poids plumes WBA régulier le 4 juin 2004 en battant aux points Osamu Sato (Juan Manuel Márquez étant alors considéré comme super champion par cette fédération). John défend ensuite à 3 reprises sa ceinture avant d'affronter Márquez pour la suprématie de la catégorie. Il s'impose aux points le 4 mars 2006 puis conserve son titre face à Renan Acosta, Jose Rojas, Zaiki Takemoto, Roinet Caballero et le 24 octobre 2008 aux points face à Hiroyuki Enoki. 
Le 28 février 2009, il fait match nul contre l'américain Rocky Juarez mais remporte le combat revanche aux points le 19 septembre au MGM Grand de Las Vegas. Le 30 novembre 2011, il conserve son titre en dominant Stanyslav Merdov puis préserve son invincibilité face à Shoji Kimura, Chonlatarn Piriyapinyo et Satoshi Hosono. Chris John perd cette invincibilité lors de son 52e combat professionnel le 6 décembre 2013 face au sud-africain Simpiwe Vetyeka par abandon à la fin de la 6e reprise.